# Droyßig
Droyßig est une commune allemande de l'arrondissement du Burgenland, dans le Land de Saxe-Anhalt.

## Géographie
Droyßig se situe au bord du bassin lipsien, à environ 8 kilomètres à l'ouest de Zeitz.
La commune est reliée avec l'autoroute allemande 9. La ligne ferroviaire de Zeitz à Camburg ferme en 2000 puis est démontée ; elle laisse place aujourd'hui à une piste cyclable.

## Histoire
Droyßig est mentionné pour la première fois le 20 mai 1170. En 1214, est créée une commanderie qui deviendra un prévôt par des chanoines de l'ordre canonial régulier du Saint-Sépulcre (et non par l'ordre du Temple comme on le pense souvent), grâce à un don du noble Albrecht von Turt en 1190 qui comprend Droyßig. Un deuxième siège de l'ordre se trouve non loin, à Utenbach, à l'ouest de la Saale. Vers 1489, la prévôté de Droyßig est la propriété du grand bailliage de Brandebourg de l'ordre de Saint-Jean de Jérusalem.

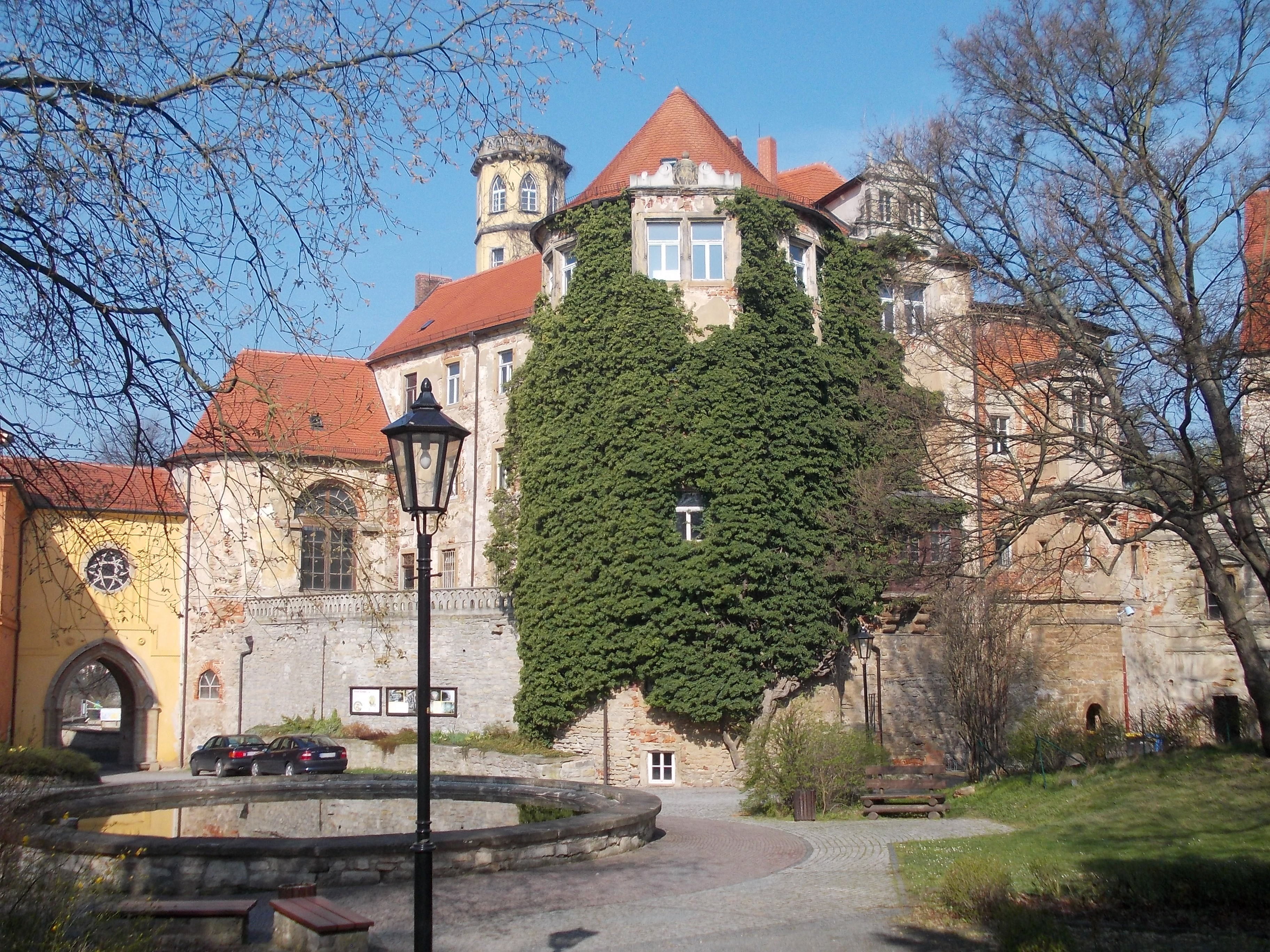
Château de Droyßig.

Les comtes de Weimar-Orlamünde font de Droyßig leur fief de 1344 à 1413, à leur dissolution. Les Bünau, ministériels des princes-évêques de Naumbourg-Zeitz, leur succèdent de 1413 à 1622 puis les Hoym. En 1622, la forteresse médiéval est remplacée par un château de style Renaissance voulu par le propriétaire Christian Julius d'Hoym (1586-1656), chambellan de la principauté d'Halberstadt. Le village est la possession de cette famille jusqu'à son extinction en 1769. Il appartenait depuis 1791 à la maison Reuss et revient en 1839 au prince Othon-Victor Ier de Schönbourg-Waldenbourg. Le manoir est resté la propriété de la maison de Schönburg jusqu'en 1945.
En 1652 a lieu une chasse aux sorcières. Une vieille femme est torturée et brûlée.
Au temps de la RDA, jusqu'en 1989, le château de Droyßig accueille l'institut central de l'Organisation des pionniers Ernst Thälmann.
En janvier 2010, l'ancienne commune de Weißenborn fusionne avec Droyßig.

## Personnalités liées à la commune
- Ludwig Gebhard d'Hoym (1631-1711), baron du Saint-Empire, conseiller (Geheimer Rat) des électeurs de Saxe et rois de Pologne.
- Adolf Magnus d'Hoym (1668–1723), conseiller saxon et polonais, ministre de cabinet, inspecteur général  d'accise, puis  industriel.
- Michael Ranft (1700-1774), ecclésiastique luthérien, écrivain, historien et spécialiste des vampires, pasteur de Droyßig de 1734 à 1749.
- Johann Karl Zeune (1736–1788), philologue.
- Ernst Ortlepp (1800–1864), poète du Vormärz.
- Friedrich Wilhelm Kritzinger (1816-1890), théologien, auteur du  le choral de Noël Süßer die Glocken nie klingen.
- Petra Pau (née en 1963), femme politique (Die Linke) et vice-présidente du Bundestag, a suivi une formation chez l'Organisation des pionniers Ernst Thälmann en 1979.